# دوقطبی (مدار الکتریکی)

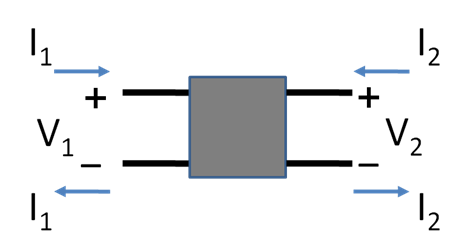
نمونه‌ای از یک شبکهٔ دوقطبی. توجه کنید که شرط یکسان بودن جریان ورودی و خروجی هر قطب برقرار است.

در مدارهای الکتریکی به هر زوج از سرهای یک بخش از مدار که جریان رفت یکی از سرها با جریان برگشت سر دیگر برابر باشد یک قطب می‌گویند.
از اصطلاح یک‌قطبی برای اشاره به یک شبکهٔ دوسر، و از دوقطبی یا دودرگاهی یا دودَهانه‌ یا دودریچه‌ای برای اشاره به یک شبکهٔ چهارسر که سرهای آن از دو جفت تشکیل شده‌اند استفاده می‌شود. منظور از جفت بودن سرها در اینجا این است که اگر سر ۱ و ۱' با هم جفت باشند، آنگاه در هر لحظه و برای هر نوع اتصال خارجی‌ای، جریان داخل‌شده به سر ۱ با جریان خارج‌شده از سر ۱' برابر است. این موضوع برای سرهای ۲ و ۲' هم صادق است.
در دوقطبی‌ها معمولاً قطب سمت چپ را قطب ورودی (v۱ و i۱) و قطبی که در سمت راست قرار دارد را قطب خروجی در نظر می‌گیرند (v۲ و i۲).
علاوه بر دستگاه‌های دوقطبی رایج مانند ترانسفورماتورها سلف‌های تزویج‌شده و ژیراتورها، بسیاری از دستگاه‌های سه‌سر مانند ترانزیستورها و لامپ‌های خلاء نیز به عنوان دوقطبی در نظر گرفته می‌شوند. آرایش‌های امیتر مشترک، کُلکتور مشترک و بیس مشترک در ترانزیستورها از این جمله هستند که برای به دست آمدن آن‌ها به ترتیب پایه‌های بیس، امیتر و کلکتور به عنوان پایهٔ مشترک بین دو قطب در نظر گرفته می‌شود.

## تفاوت مفهوم شبکه و دوقطبی
به صورت کلی یک مدار یا شبکه می‌تواند هر ترکیبی از اجزای به‌هم‌پیوستهٔ مداری باشد که می‌توان در آن ولتاژ و جریان هر شاخهٔ آن را اندازه گرفت یا منبع جریان دلخواهی را به هر جفت گره از آن وصل نمود یا یک منبع ولتاژ سری را در یک شاخهٔ دلخواه از آن قرار داد. منظور از حل یک شبکه این است که ولتاژ و جریان تمام شاخه‌های آن را حساب کنیم. اما زمانی که صحبت از یک دوقطبی باشد تنها متغیرهایی که با آن‌ها سر و کار داریم متغیرهای قطب هستند و تنها محل‌هایی که می‌توان منابع نابسته را به آن وصل کرد قطب‌ها هستند. در این حالت تنها مشخصه‌های خارجی شبکه (i۱، i۲، v۱ و v۲) برایمان مهم هستند و به عبارت دیگر اجزای دوقطبی را مانند یک جعبهٔ سیاه در نظر می‌گیریم.